# Amir Amini
Amir Amini (anhörenⓘ; * 10. Juni 1984 in Rey) (persisch امیر امینی) ist ein iranischer Basketballspieler und Teilnehmer an den Olympischen Sommerspielen 2008 in Peking. 
Zurzeit spielt er als professioneller Basketballer auf der Position des Shooting Guard für Kaveh Tehran BC in der iranischen Basketball-Super League und in der iranischen Basketballnationalmannschaft.  

## Karriere
- 2003–2007  Paykan Tehran
- 2007–heute Kaveh Tehran BC